# Austrorhynchus pacificus
Austrorhynchus pacificus är en plattmaskart som beskrevs av Tor Karling 1977. Austrorhynchus pacificus ingår i släktet Austrorhynchus och familjen Polycystididae. Inga underarter finns listade i Catalogue of Life.